# Раєвський Сергій Євдокимович
Сергі́й Євдоки́мович Ра́євський (8 жовтня 1905, Чернігівська губернія — 13 березня 1980) — український художник і мистецтвознавець.
Закінчив Київський художній інститут (1930). Член Спілки художників з 16 жовтня 1938. Крім того, статей з питань українського мистецтва, зокрема шевченкознавства.

## Монографії
- «Життя і творчість художника Тараса Шевченка. 1814—1861» (1939),
- ред. вид. «Плакати А. Страхова» (1936),
- Раевский С. Художник Тарас Шевченко. на украинском языке. Киев. мистецтво. 1939г. 120с.
- «М. В. Гоголь і українська література XIX ст.» (1954);

## Статті
- Раєвський С. Є. Миколаївська казарма в малярських творах Т. Г. Шевченка / С. Є. Раєвський // Літературна газета. — 1935. — 29 вересня (№ 44): іл. Малюнок Шевченка «Казарма» і фотографія з нього, виконана Р. Паульсеном у Відні (з фондів Чернігівського держмузею).
- Раєвський С. Є. Політичні карикатури Т. Г. Шевченка / С. Є. Раєвський // Вісті. — 24 березня (№ 69). Про карикатури Шевченка в поезії і малярстві (царські особи, поміщики Родзянко і Закревський). Спогади М. Бажанова про Шевченка-карикатуриста.
- Раєвський С. Є. Проти буржуазно-націоналістичної фальсифікації Шевченка-художника / С. Є. Раєвський // За марксо-ленінську критику. — 1935. — № 1. — С. 64–82.
- Раєвський С. Є. Художник селянськоїдемократії / С. Є. Раєвський // Радянська Академія. — 1935. — 10 березня (№ 4). Про малярську спадщину Шевченка.
- Раєвський С. Невідома картина Т. Г. Шевченка / С. Раєвський // Літературна газета. — 1936. — 5 вересня (№ 41). Про картину «На пасіці», знайдену у фондах Музею російського мистецтва у Києві, яку приписують Шевченкові.
- Раєвський С. Невідомий малюнок Т. Г. Шевченка / С. Раєвський // Літературна газета. — 1936. — 6 січня (№ 1). Про малюнок Шевченка «Молодий кобзар з поводирем».
- Раєвський С. Художник-реаліст [Т. Г. Шевченко] / С.Раєвський // Комуніст. — 1936. — 10 березня (№ 57)
- Раєвський С. Шевченко і Ширяєв / С. Раєвський // Вісті. — 1938. — 20 листопада (№ 266).
- Раєвський С. Т. Г. Шевченко і П. А. Федотов / С. Раєвський // Пролетарська правда. — К., 1938. — 22 вересня (№ 219)
- Раєвський С. Є. Життя і творчість художника Тараса Шевченка / За заг. ред. О. І. Білецького, С. О. Гілярова і С. В. Ткаченка / С. Є. Раєвський. — Харків: Мистецтво, 1939. — 120 с.: іл. Про Шевченка-художника.
- Раєвський С. Т. Г. Шевченко і П. А. Федотов / С. Раєвський // Об разотворче мистецтво. — К., 1939. — № 2–3. — С. 37–41: іл.
- Раєвський С. Невідомі історичні малюнки Т. Г. Шевченка / С. Раєвський // Образотворче мистецтво. — К., 1940. — № 3 — Березень — С. 14–17. Репродукції робіт Шевченка: «Козацький бенкет». Ескіз. Олівець. 1838 р. «Смерть Б. Хмельницького». Сепія. 1836—1837 рр
- Раєвський С. До питання атрибуції і датування деяких сепій Т. Г. Шевченка / С. Раєвський // Образотворче мистецтво. — К., 1941. — № 4. — С. 28–31: іл.
- Раєвський С. Хто автор портрета В. М. Рєпніної, приписуваного пензлю Т. Г. Шевченка? // Образотворче мистецтво. — К., 1941. — № 5. — С. 30–31. У коментарях автор розглядає подані до його статей картини, офорти, малюнки, автографи Шевченка
- Раєвський С., Владич Л. Перша ілюстрація до «Тараса Бульби» / С. Раєвський, Л. Владич // Радянська Україна. — 1951. — 19 грудня (№ 296). Про новознайдені малюнки-ілюстрації Шевченка до повісті М. В. Гоголя «Тарас Бульба».
- Владич Л., Раевський С. Шевченко-иллюстратор Н. В. Гоголя / Л. Владич, С. Раевский // Искусство. — 1952. — № 2. — С. 54–56: ил. Ілюстрація Шевченка до повісті Гоголя «Тарас Бульба».
- Владич Л. і Раєвський С. Гоголівські місця в малюнках Т. Г. Шевченка / Л. Владич і С. Раєвський // Радянська Україна. — 1952. — 7 лютого (№ 32). Акварель «У Василівці», малюнок «Церква у Прохорівці», зв'язані з місцями, де перебував Гоголь.
- Владич Л., Раєвський С. Т. Г. Шевченко і В. В. Стасов / Л. Владич, С. Раєвський // Радянська Україна. — К., 1952. — 11 березня (№ 60). Думки Стасова про Шевченка і його твори, висловлені ним у листі до О. М. Пипіна від 10.03.1888 р. (див. Т. 1. — № 3111). Припущення про знайомство Стасова з Шевченком 12.12.1859 р. на ювілеї відомого гравера М. І. Уткіна.
- Владич Л., Раевський С. Шевченко-иллюстратор Н. В. Гоголя / Л. Владич, С. Раевский // Искусство. — 1952. — № 2. — С. 54–56: ил. Ілюстрація Шевченка до повісті Гоголя «Тарас Бульба».
- Владич Л. і Раєвський С. Гоголівські місця в малюнках Т. Г. Шевченка / Л. Владич і С. Раєвський // Радянська Україна. — 1952. — 7 лютого (№ 32). Акварель «У Василівці», малюнок «Церква у Прохорівці», зв'язані з місцями, де перебував Гоголь.
- Раєвський С. Є. Малюнок Т. Г. Шевченка до «Тараса Бульби» / С. Є. Раєвський // Гоголь і українська література ХІХ ст. — К. :

Держлітвидав України, 1954. — С. 100—111
- Владич Л., Раєвський С. Гоголівські місця в малюнках Шевченка / Л. Владич, С. Раєвський // Радянська Україна. — 1955. — 7 лютого. Про художні твори Шевченка: «У Василівці», «Урочище Стінка», «Урочище Білик», "Церква в селі Прохорівці
- Раєвський С. Є. Тарас Шевченко і художник Капітон Павлов / С. Є. Раєвський // Мистецтво. — 1955. — № 5. — С. 36–40: іл.
- Раєвський С. Новознайдений твір Тараса Шевченка / С. Раєвський // Мистецтво. — К., 1958. — № 2. — С. 31–33: іл. Також: «Невідомий твір Т. Г. Шевченка» // Радянська Україна. — 1958. — 25 липня / Правда України. — 1958. — 25 липня. Атрибуція малюнка Шевченка «Голова матері» — копії фрагмента голови матері з картини К. Брюллова «Останній день Помпеї»
- Раєвський С. Невідомий малюнок Т. Г. Шевченка / С. Раєвський // Радянська Україна. — 1960. — 7 березня. Про портрет юнкера — акварель Шевченко.
- Раєвський С. Доля одного шедевра / С. Раєвський // Мистецтво. — 1964. — № 2. — С. 31–32. Про маловідомий автопортрет Шевченка 1860 р.
- Раєвський С. Слідами загубленої картини / С. Раєвський // Мистецтво. — 1967. — № 2. — С. 13–15: іл. Про ескізи до картини «Слепая».